# Handley Page Victor

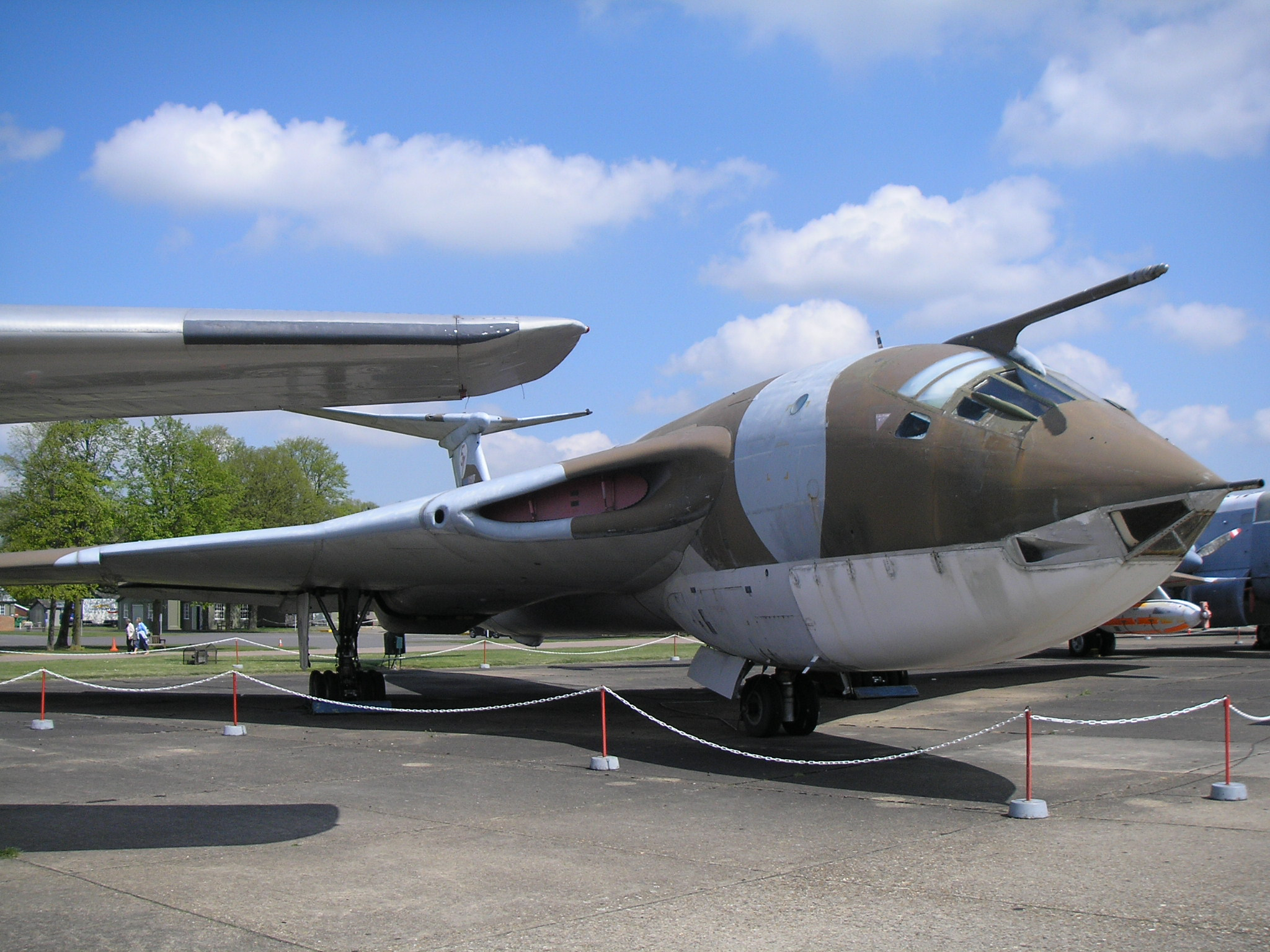
Victor w Imperial War Museum Duxford

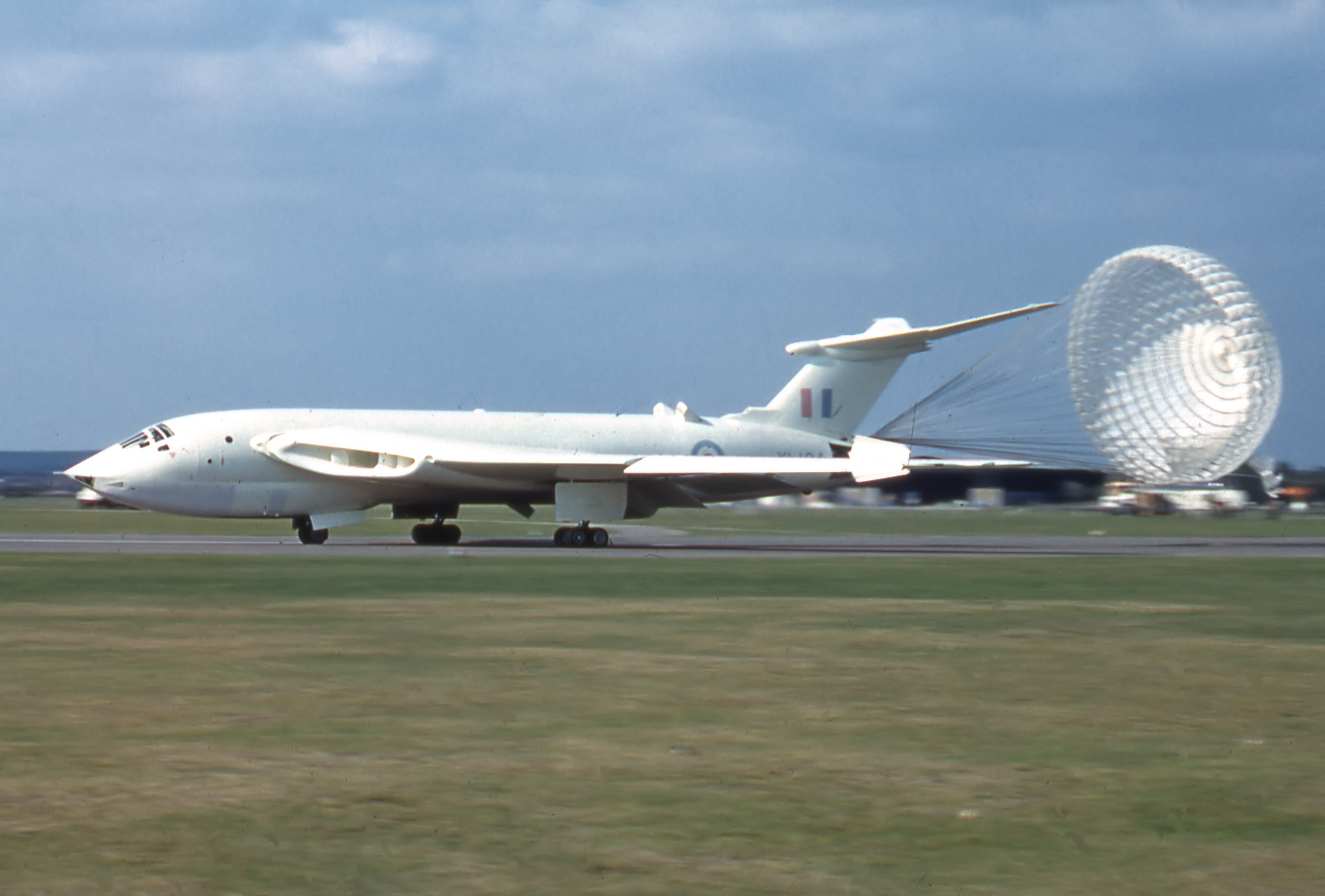
Handley Page Victor B.2, 1961 rok

Handley Page Victor – brytyjski odrzutowy poddźwiękowy bombowiec strategiczny, a następnie powietrzny tankowiec, skonstruowany w zakładach Handley Page i używany od 1958. Należał do brytyjskich bombowców strategicznych serii „V”.

## Projekt
Pod koniec lat 40. XX wieku brytyjskie Ministerstwo Obrony postawiło firmom lotniczym wymagania B.35/46 opracowania bombowca o prędkości 930 km/h, pułapie operacyjnym 15 000 m, zasięgu 5500 km i udźwigu bomb 4500 kg. Oprócz zakładów Handley Page, prace projektowe podjęto też w firmach Avro i Vickers. Doprowadziły one następnie do powstania trzech bombowców serii „V” – Vickers Valiant, Avro Vulcan i Handley Page Victor.
Inżynierowie zakładów Handley Page wybrali dla swojego projektu nieortodoksyjny układ aerodynamiczny z łukowato wygiętą krawędzią natarcia skrzydeł, zaczerpnięty z niemieckich projektów końca II wojny światowej, do których dostęp uzyskali Brytyjczycy po wojnie. Skrzydło o takim kształcie pozwalało na utrzymanie szybkości opływu powietrza w granicach krytycznej wartości liczby Macha na całej długości skrzydła, co wpływało na zmniejszenie oporu przy prędkościach okołodźwiękowych.
Pierwszy prototyp bombowca, który otrzymał oznaczenie fabryczne H.P. 80, o numerze WB771, został ukończony w połowie 1952 i oblatany 24 grudnia 1952. Od razu zamówiono 25 egzemplarzy i nadano mu następnie nazwę Victor. Pomimo katastrofy prototypu 14 lipca 1954, na początku 1956 został ukończony pierwszy produkcyjny Victor wersji B.1 (Bomber Mk.1). W czasie testów, samolot nurkując przekroczył nawet prędkość dźwięku (1,1 Mach). Nowy samolot był udaną konstrukcją, bardziej zaawansowaną technicznie  od obu konkurencyjnych maszyn serii „V” – znacznie bardziej od Valianta i nieco bardziej od Vulcana.

## Służba
Królewskie Siły Powietrzne (RAF) otrzymały pierwsze egzemplarze samolotu w listopadzie 1957, a pierwsze jednostki bombowe Victorów osiągnęły status operacyjny w kwietniu 1958. Victor stał się z miejsca częścią brytyjskich sił odstraszania nuklearnego, przenosząc bombę wodorową Yellow Sun. Przez okres służby bombowce te dyżurowały na lotniskach w ramach sił szybkiej reakcji, gotowe do uderzenia nuklearnego. Nieco ulepszona seria samolotów, z bogatszym wyposażeniem elektronicznym, otrzymała oznaczenie B.1A. W 1959 oblatano wariant Victor B.2, o nieco lepszych osiągach, różniący się nowymi silnikami i powiększonymi skrzydłami, który wszedł do służby w kolejnych latach. Można go z zewnątrz odróżnić po dwóch wlotach powietrza przed statecznikiem pionowym.
Od 1963 samoloty Victor B.2 przystosowane zostały do przenoszenia pocisku rakietowego powietrze-ziemia Blue Steel z głowicą nuklearną. W tym okresie także, na skutek wzrastającej skuteczności rakiet przeciwlotniczych przeciw celom na dużej wysokości, charakter misji Victorów zmienił się z szybkich lotów na dużym pułapie na loty nad ziemią, z omijaniem przeszkód terenowych. Wyraz temu został dany przez zmianę malowania samolotów z początkowego specjalnego koloru białego, mającego  chronić od oddziaływania wybuchu jądrowego, na efektowny dwukolorowy kamuflaż szaro-zielony.
Wskutek zmian koncepcji brytyjskiego Ministerstwa Obrony związanych z niedokonanym w końcu wyborem pocisków kierowanych Skybolt oraz wskutek preferowania większych wytwórni lotniczych, większość zamówień na Victory została jednak anulowana i ostatni samolot B.2 został dostarczony w maju 1963. Ogółem, oprócz 2 prototypów, zbudowano 84 samoloty tego typu (50 – B.1, 34 – B.2; według innych danych – 58 samolotów, w tym 8 B.2).

## Powietrzny tankowiec
Po pojawieniu się wariantu B.2, od maja 1965 część samolotów Victor B.1 przebudowano na powietrzne tankowce Victor BK.1 i BK.1A (następnie oznaczone K.1 i K.1A). Na przyspieszenie przebudowy wpłynął fakt, że dotychczas używane w tej roli samoloty Vickers Valiant zaczęły wykazywać przyspieszone zużycie. W związku z tym, już na początku 1965 roku sześć Victorów zostało pośpiesznie przystosowanych do roli powietrznych tankowców, pod oznaczeniem Victor B.1A(K2P), zachowując możliwość zabierania bomb. Samoloty tej wersji miały dwa punkty podawania paliwa, w odróżnieniu od standardowych tankowców z trzema punktami. Dziewięć samolotów B.2 z kolei zostało przebudowanych na samoloty rozpoznawcze Victor B(SR).2. Pod koniec lat 60. zdecydowano przebudować także samoloty wariantu B.2 na tankowce. Rząd jednak zwlekał z decyzją i w międzyczasie firma Handley Page upadła w 1970. Prace nad przebudową powierzono wówczas firmie Hawker Siddeley. Zmniejszona została m.in. rozpiętość samolotów i nieco spadły ich osiągi. 24 samoloty przebudowane na tankowce K.2 weszły do służby w 1974.
Pierwsze bojowe zastosowanie Victorów miało miejsce w 1982 podczas wojny o Falklandy, aczkolwiek jedynie w roli tankowców. Podjęto wówczas 7 operacji o nazwie „Black Buck”, polegających na lotach pojedynczych bombowców Avro Vulcan z Wyspy Wniebowstąpienia przeciwko lotnisku w Stanley na Falklandach. W tym czasie były to najdłuższe loty bojowe na świecie, o długości 6300 km w jedną stronę, wymagające wielokrotnego tankowania w powietrzu. Lot jednego Vulcana wymagał współdziałania aż 11 tankowców Victor, które kolejno uzupełniały paliwo w bombowcu i sobie nawzajem. Po wojnie część Victorów wycofano na skutek intensywnego użytkowania.
Ponownie w warunkach bojowych tankowce Victor zastosowane zostały podczas wojny w Zatoce Perskiej w 1991, 8 samolotów wykonało wówczas 299 misji. Po wojnie w Zatoce, ostatecznie wycofano Victory. Latający  na nich ostatni 55. dywizjon rozwiązano 15 października 1993. W ten sposób Victor był najdłużej używanym z bombowców serii „V”, aczkolwiek nie w swojej pierwotnej roli. Obecnie w muzeach pozostaje 5 Victorów, 2 z nich w stanie zdolnym do lotu.

## Konstrukcja
Metalowy średniopłat, skrzydła o łukowej krawędzi natarcia, usterzenie typu „T”. Załoga 5-osobowa w ciśnieniowej kabinie z przodu (dwóch pilotów,  nawigator, operator radaru i operator urządzeń elektronicznych). Obaj piloci dysponowali fotelami katapultowymi. Uzbrojenie w komorze bombowej w kadłubie.  Napęd: 4 silniki odrzutowe umieszczone u nasady skrzydeł, wloty powietrza w skrzydłach. Stosowane silniki: Armstrong Siddeley Sapphire Sa7 o ciągu 4990 kg (wersja B.1) lub Rolls Royce Conway RCo.17 Mk.201 o ciągu 9344 kg (B.2, K.2) (we wczesnych samolotach B.2 prawdopodobnie także Rolls Royce Conway RCo.11 o ciągu 7830 kg).

## Uzbrojenie
- uzbrojenie (w wersji bombowca): bomba nuklearna lub 15890 kg bomb konwencjonalnych (35 bomb po 454 kg) lub pocisk powietrze-ziemia Blue Steel (głowica 1 Mt).